# Now體育
Now體育（前稱：Now寬頻電視體育平台）是香港的一個頻道組合，早於2003年啟播時成立，當時只有足球頻道（頻道號碼：89）一條頻道，播放足球節目，後來加開足球頻道（頻道號碼：90至92），作分流足球賽事之用。2004年香港有線電視奪得英超後，now寬頻電視引入ESPN及衛視體育台。2006年起更設立歐聯自選服務。2007年開始播放Now Sports頻道，由電訊盈科媒體負責營運和獨家提供四條體育頻道給予now TV。

## 簡介

### 播放頻道
現時Now體育擁有或轉播的頻道包括：
- 第600頻道：體育推廣頻道（南丫島訂戶或使用H1解碼器或以應用程式訂購的訂戶除外）
- 第611頻道：Now Sports 4K 1（4K足球直播頻道，現場直播4K英超及西甲賽事）
- 第612頻道：Now Sports 4K 2（4K非足球項目直播頻道，現場直播4K F1主賽事。）
- 第613頻道：Now Sports 4K 3（4K分流直播頻道，現場直播4K網球大滿貫賽事，同時也作為歐聯及歐霸盃決賽4K直播頻道）
- 第620頻道：Premier League TV（英超官方電視頻道）
- 第621頻道：Now Sports 英超1台（現場直播英超賽事及滾筒播放英超相關節目）
- 第622頻道：Now Sports 英超2台（分流現場直播英超同步進行賽事及英超實時數據）
- 第623頻道：Now Sports 英超3台（分流現場直播英超同步進行賽事）
- 第624頻道：Now Sports 英超4台（分流現場直播英超同步進行賽事）
- 第625頻道：Now Sports 英超5台（分流現場直播英超同步進行賽事）
- 第626頻道：Now Sports 英超6台（分流現場直播英超同步進行賽事）
- 第627頻道：Now Sports 英超7台（分流現場直播英超同步進行賽事）
- 第630頻道：Now Sports Prime（綜合性免費體育頻道，兼顧賽馬直播）
- 第631頻道：Now Sports 1（羽毛球/田徑/劍擊/英超/西甲）
- 第632頻道：Now Sports 2（西甲及西甲官方電視頻道）
- 第633頻道：Now Sports 3（分流現場直播西甲/英超/沙職賽事）
- 第634頻道：Now Sports 4（WTA網球）
- 第635頻道：Now Sports 5（女子體育及W-Sport轉播頻道）
- 第636頻道：Now Sports 6（ATP網球）
- 第637頻道：Now Sports 7（桌球）
- 第638頻道：beIN SPORTS 1（法甲/意甲/德甲/歐聯/歐霸盃/歐協聯/F1/澳網/法網）
- 第639頻道：beIN SPORTS 2（法甲/意甲/德甲/歐聯/歐霸盃/歐協聯/F1/澳網/法網）
- 第640頻道：MUTV（曼聯球會電視頻道）
- 第641頻道：Now Sports 641（現時為NBA直播頻道，為按賽事付費頻道）
- 第642頻道：NBA TV
- 第643頻道：beIN SPORTS 3（直播法甲/意甲/德甲/歐聯/歐霸盃/歐協聯賽事及滾筒播放相關節目，同時作為638/639分流之用）
- 第644頻道：beIN SPORTS 4（分流現場直播歐聯/歐霸盃/歐協聯同步進行賽事）
- 第645頻道：beIN SPORTS 5（分流現場直播歐聯/歐霸盃/歐協聯同步進行賽事）
- 第646頻道：beIN SPORTS 6（分流現場直播歐聯/歐霸盃/歐協聯同步進行賽事）
- 第647頻道：Now Sports 647 （直播世界電單車錦標賽，為按賽事付費頻道）
- 第650頻道：Now Sports 650（預留頻道，為按賽事付費頻道）
- 第651頻道：Now Sports 651（預留頻道，直播英格蘭足總盃，為按賽事付費頻道）
- 第652頻道：Now Sports 652（預留頻道，分流現場直播英格蘭足總盃，為按賽事付費頻道）
- 第668頻道：now668（賽馬/英超）
- 第674頻道：Astro Cricket
- 第679頻道：Premier Sports
- 第680頻道：Now Sports Plus（美式體育賽事及極限體育賽事）
- 第683頻道：Now Golf 2
- 第684頻道：Now Golf 3

### 自選服務
- Now Sports 免費區 自選服務
- now GOLF 自選服務
- 國際足球賽事 自選服務
- F1 自選服務
- ATP/WTP 自選服務
- 網球四大滿貫 自選服務
- 桌球 自選服務
- 西甲 自選服務
- MUTV 自選服務
- WWE 自選服務
- PGA 自選服務
- UFC 自選服務
- Premier Sports 自選服務
- Now668 自選服務
- beIN SPORTS 自選服務
- Now 英超 自選服務（取代原有樂視體育Now英超自選服務）

## now Sports 英超
now Sports 英超 1-6台為高清及標清頻道，播放英格蘭超級足球聯賽賽事。
now Sports 英超 1台於賽季期間24小時播放，全程直播英超賽事，其餘時間錄播以及播放英超雜誌節目。
now Sports 英超 2-7台為後備頻道，分流現場直播英超賽事。(當中英超2台會於英超電競錦標賽進行期間直播淘汰賽皆段所有賽事。）
（2018至2019年至2019至2020年賽季部分時段與ViuTV同步播出，2020至2021年起賽季部分時段改於ViuTVsix同步播出，其中2022年至2023年賽季部分時段與ViuTV或ViuTVsix同步播出，唯各頻道同步直播英超賽事時將繼續沿用自身頻道之台徽）

### 頻道歷史
頻道於電訊盈科媒體取得英超2013-14起三個球季後啟播，並命名為Now 英超 621-625。
於2015-2016年英超賽季完結後，now 英超 621 曾短時間全日重播2016美洲國家盃賽事。
隨now TV於香港的獨家英超轉播權（2013年起三個英超球季）結束，now 英超 621-625 於2016年8月8日停播。隨後原有頻道號碼開始轉播樂視體育 Now 英超 1-5台，另外亦增設樂視體育 Now 英超 6-10台播放同步分流賽事。
根據原先協議，樂視體育香港擁有2016-2017起三個英超球季之香港地區獨家版權，並與Now TV同步直播英超賽事及其相關節目。樂視體育香港於2018年5月份正式被法庭清盤，而樂視體育原先擁有之香港地區英超版權亦暫時懸空。
於同年7月份，電訊盈科媒體宣佈旗下平台重新取得英超香港地區獨家版權，並會直播2018-2019英超球季全數380場英超賽事，令原先停播之Now英超頻道於同年8月1日復播。與首次開台時比較，頻道並非如過往利用頻道台號命名（now 英超 621-625），而是跟從過往樂視體育香港播放英超時，將英超頻道分為英超1-6台，同時台徽也以過往樂視體育播放英超時的台徽修改而成直至2019年now Sports品牌更新為止。
由於2018-2019英超球季未有如過往於首週同步進行十場賽事，故開台初期暫只提供英超1-7台。
於2021年直播歐洲國家盃期間推出的第三聲道獲得好評，故於2021-2022年球季開始正式於621台常規化。（唯2022年因應籌備世界盃直播而推遲於2022-23球季下半季開始）同年，now Sports於英國設置一支小型製作組，於部份賽事作現場報導。於2023-24球季開始，更將部份賽事直播及賽前節目交由英國製作組負責。

## Now Sports 1-7

### Now Sports 1
高清及標清頻道Now Sports 1全日24小時播放專業及多元化的體育節目，包括足球、羽毛球、網球、排球、體操及田徑等，更直播多項大型賽事，豐富的節目內容務求滿足不同觀眾的需要。該頻道是Now寬頻電視首個自資製作的雙語廣播頻道。

#### 直播高清賽事
- 羽毛球賽：國際羽聯超級系列賽
- 網球賽事：WTA女子職業網球巡迴賽、ATP男子職業網球巡迴賽
- 游泳賽事：格蘭披治跳水賽、世界盃游泳賽、中國冠軍盃跳水賽
- 其他賽事：格蘭披治田徑賽、世界桌球錦標賽、亞洲保齡球錦標賽、NFL國家美式足球聯盟（部分賽事與ViuTVsix同步播出）

#### 雜誌式節目
- 世界羽毛球雜誌

播放最新羽毛球賽事精華
- 世界田徑雜誌

播放最新田徑賽事精華

### Now Sports 2
高清及標清頻道Now Sports 2，現時為西甲賽會官方電視台（LaLiga TV）轉播頻道。主力播放足球賽事，包括西班牙甲組足球聯賽、西班牙國王盃。（2015–16賽季至2020–21賽季期間西甲部分時段與ViuTV同步播出，由2021–22賽季起西甲部分時段改於ViuTVsix同步播出）
於2018年至2023年期間，因西甲播映權由beIN Sports持有，故此期間頻道製作由beIN Sports負責，並一度更名為beIN-Now Sports 2；同時頻道於同年開始轉播西甲賽會官方電視頻道（LaLiga TV），此安排於Now TV重新於2023年自行取得西甲播映權後繼續沿用至今。
當頻道轉播LaLiga TV時，右上角之Now Sports 2台徽會長期顯示，包括廣告時段。而此頻道亦未有跟隨其他Now TV自製頻道，在節日期間更換特別版台徽。
若直播賽事提供廣東話評述，頻道將由轉播Laliga TV之直播賽事，改為直接使用西甲賽會向轉播商提供的多聲道衛星信號進行播映。此舉乃因該信號包括只有球場現場聲之聲道，以便於Now TV可於節目製作時加插廣東話旁述於頻道上播出；而中場期間之廣告時段，Now TV將播放自家平台之節目預告和商業廣告，頻道台徽亦會隱藏。

#### 直播高清賽事
- 足球賽事：西班牙甲組足球聯賽

### Now Sports 3
高清及標清頻道Now Sports 3現時播放國際足球友誼賽，直播香港足球代表隊賽事，重播帶有廣東話評述的西甲賽事及播放有廣東話配音的西甲相關節目。

#### 直播高清賽事
- 足球賽事：國際足球友誼賽，香港足球代表隊賽事

### Now Sports 4
高清及標清頻道Now Sports 4主力播放世界級網球賽事，包括世界女子職業網務主力播放世界級網球賽事，包括世界女子職業網球巡迴賽。

#### 直播高清賽事
- 網球賽事：
  - 女子職業網球巡迴賽
  - 溫斯頓塞勒姆公開賽
  - 哥倫比亞公開賽
  - 溫斯頓塞勒姆公開賽
  - 克里姆林盃
  - 中國公開賽

### Now Sports 5
高清及標清頻道Now Sports 5，為ELEVEN SPORTS旗下女子頻道W-Sport的轉播頻道，主力播放女子運動及相關賽事。
本頻道初期以播放美式體育賽事為主，並於2006-2016年期間直播NBA賽事。自2024年1月1日起更改定位為女子體育頻道，原本此頻道之定位由Now Sports Plus繼承。

#### 直播高清賽事
- 體育賽事：英格蘭女子超級足球聯賽、德國女子甲組足球聯賽、NCAA太平洋12校籃球聯盟

### Now Sports 6
高清及標清頻道Now Sports 6主力播放網球的世界級大型賽事。

#### 直播高清賽事
- 網球賽事：WTA女子職業網球巡迴賽、ATP男子職業網球巡迴賽、ATP世界網球巡迴賽

### Now Sports 7
高清及標清頻道Now Sports 7主力播放世界桌球巡迴賽，年中無休。並播放拳擊比賽。

#### 直播高清賽事
- 桌球賽事：世界桌球錦標賽、英國桌球錦標賽、世界桌球公開賽、德國桌球公開賽、威爾斯桌球公開賽、中國公開賽、上海大師賽等主要排名賽
- 羽毛球賽：南韓羽毛球公開賽、馬來西亞羽毛球公開賽
- 高爾夫球：亞洲高爾夫球巡迴賽
- 賽車賽事：A1格蘭披治大賽、德國房車大師賽（DTM）、亞洲房車錦標賽、亞洲V6方程式
- 棒球賽事：美國職棒大聯盟
- 籃球賽事：NCAA
- 極限運動：刺激體育
- 足球賽事：亞洲冠軍球會盃
- 摩托車賽：FIM 世界摩托車錦標賽
- 欖球賽事：健力士欖球超級聯賽、嘉士伯盃、喜力盃欖球賽、六國錦標賽、三國對抗賽系列、亞洲五國賽
- 網球賽事：ATP 網球大師巡迴賽
- 摔角賽事：TNA iMPACT!
- 撞球賽事：亞洲9號球巡迴賽

## STAR Cricket
STAR Cricket是24小時播放的木球台，全年為你直播及播放多項精采的世界頂級木球大型賽事。其畫面為ESPN STAR Sports印度頻道的畫面，收費較昂貴。2007年3月ESPN STAR Sports在印度增設STAR Cricket頻道直播木球世界盃，now寬頻電視則將該台改名STAR Cricket並於674頻道播放。
詳情請參考ESPN STAR Sports、ESPN STAR Sports Cricket Live

### 直播賽事
- 國際木球賽事
  - 澳洲
  - 新西蘭
  - 南非
  - 辛巴威
  - 肯亞
  - 英格蘭
- 國內木球賽事
  - 澳洲
  - 英格蘭
- 其他
  - ICC events from 2007-2015
  - Afro Asia Cup 2007

## now Golf （2-3）
now Golf 2-3 為高清及標清頻道，播放高爾夫球賽事，包括最新鮮出爐資訊及賽果、名人講波及教授秘技、球星點將錄及經典賽事重溫。
now Golf並送上國際高球界的頂級賽事，包括歐洲巡迴賽、PGA錦標賽、PGA巡迴賽及LPGA巡迴賽等世界級高球賽事。

### Golf Select自選影像服務
- 自選收看高爾夫球教學和介紹
  - 用戶必須為The Golf Channel／高爾夫球頻道訂戶

#### 播放節目
- Instructional

Shows how the experts play!
- World Golf Travel

Transports you to famous golf courses all over the world!
- Golf Magazine

Keeps you up speed with the hottest golf news!

## 已停播頻道

### Now 世界盃（1-2）台
Now 世界盃 頻道為高清及4K頻道，播放2018年國際足協世界盃賽事。頻道由Now體育製作和聯合播出。
由於樂視體育香港受制於經營狀況困難，市傳樂視體育香港將世界盃轉播權轉售予電訊盈科媒體。電訊盈科媒體於2017年11月29日宣佈旗下收費電視平台nowTV及免費電視平台成為世界盃大會指定電視台，並會自行製作世界盃的相關節目，並安排於Now體育和香港電視娛樂的頻道ViuTV播出。
頻道於世界盃賽期完結後，於世界盃一台滾筒重播世界盃賽事、賽日精華、金球及回顧節目，頻道於2018年8月1日起停播，而世界盃自選服務將繼續提供。

##### 重播節目
以下為世界盃1台於世界盃賽期完結後播放的重播節目：
- 2018 FIFA世界盃TM 賽事重溫
- 2018 FIFA世界盃TM 賽日精華
- 2018 FIFA世界盃TM 金球
- 2018 FIFA世界盃TM 無極金球
- 2018 FIFA世界盃TM 回顧
- 2018 FIFA世界盃TM 終極皇者

#### Now 世界盃1台
Now 世界盃1台 24小時無間斷播放世界盃節目，並直播世界盃決賽周64場賽事當中的56場。

#### Now 4K 世界盃1台
Now 4K 世界盃1台 同步直播「世界盃1台」播放之直播賽事，並以4K超高清制式播出，於非賽事直播時段將滾筒播放直播賽程。

#### Now 世界盃2台
Now 世界盃2台 分流直播分組賽最後一輪的同步舉行賽事（合共8場）。

#### Now 4K 世界盃2台
Now 4K 世界盃2台 同步直播世界盃 2台播放之直播賽事，並以4K超高清制式播出，唯此頻道只提供英語旁述。

### 樂視體育 Now 英超
樂視體育 Now 英超為高清及標清頻道，播放英格蘭超級足球聯賽賽事及其相關節目。
頻道於啟播後由樂視體育香港負責製作，並於樂視體育香港OTT平台和Now TV各個平台（包括寬頻電視服務、Now隨身睇及Now足球OTT服務）聯合播出。
於樂視體育香港播放自身平台英超節目以外的其他預告片（如中超、南美自由盃、NBA等節目預告片）時，Now TV會自行加插其平台的節目預告或商業廣告。
樂視體育 Now 英超1台屬24小時播放之頻道，於賽季期間全程直播英超賽事，其餘時間則錄播當周英超賽事，及播放英超雜誌節目；第2-10台為後備頻道，分流現場直播同時段多場的英超賽事
隨樂視體育香港於2018年3月15日停止運作後，Now TV接手頻道製作，並自行製作剩餘賽期之英超節目於旗下平台播出。接手初期，部分樂視體育香港於結束營運前製作的節目將繼續播放；然而，由於樂視體育香港仍屬於香港地區英超版權之獨家持有人，故頻道於Now TV接手製作後，仍使用「樂視體育 Now 英超」之品牌作宣傳及播出節目。
頻道於樂視體育香港正式被法庭清盤後，由於香港地區之英超轉播權暫時懸空，故頻道於2018年6月15日起停播，頻道暫改稱 now 620-629，610。

### Eurosport (Eurosport Asia Pacific)
Eurosport Asia Pacific，在中國的名稱為歐洲體育頻道，提供超過60多項不同的運動類別，坐擁賽事直播及專業評述，以強大節目陣容的優勢，將國際體育大事一一呈現觀眾眼前，也是奥运会和歐洲足協的良好合作伙伴。其公司在歐洲有4條頻道，包括Eurosport，Eurosport 2，Eurosportnews和British Eurosport。
詳情請參考Eurosport Asia Pacific、Eurosport

#### 直播賽事（節錄）
- 賽車賽事：世界房車錦標賽（WTCC）、世界拉力錦標賽（WRC）、世界超級摩托車錦標賽、MotoCross Championship、Le Mans 24 hours
- 田徑賽事：EAA Outdoor Meeting、ECup
- 沙灘賽事：歐洲沙灘足球聯賽
- 航行賽事：路易威登盃、美州盃
- 網球賽事：WTA女子職業網球賽、美國網球公開賽
- 足球賽事：歐洲17歲以下足球賽、歐洲19歲以下足球賽、歐洲女足盃、歐洲5人足球盃、Meridian盃、土倫盃
- 籃球賽事：欧洲篮球联赛
- 手球賽事：欧洲手球冠军联赛
- 水球賽事：Euro League
- 欖球賽事：French Top 14
- 單車賽事：Cycling National Tours、環法單車賽

### EUROSPORT NEWS
Eurosportnews是一條體育新聞頻道，在2000年9月1日啟播。每日24小時不停送上新鮮的體育消息，包括即時賽果、突發新聞、精華片段及新聞快報等主要體育運動的最新消息。
- 其特點是提供比分直播，賽事精華，最新新聞和解說。
- 那些精華片段，文字和圖片和片頭分為4部份。
  - 影片將會播放精華片段和最新簡訊
  - 最新新聞將會在屏幕下方播放
  - 比分直播將深入分析，並播放賽果[2]。

## 評述員

### now Sports
- 何　輝（足球）
- 陳炳安（足球）
- 林慶麟（足球）
- 曾偉忠（足球）
- 方柏翹（足球）
- 陳葦如（足球）
- 劉嘉瑋（足球）
- 謝德謙（足球，駐英評述員）
- 梁冠聰（足球）
- 文彼得（足球）
- 鄭兆聰（足球）
- 丘建威（足球）
- 陳祉俊（足球）
- 郭嘉諾（足球）
- 夏志明（足球，駐英評述員）
- 程添霖（足球）
- 黎奕倫（足球、桌球）
- 饒家輝（足球、桌球、UFC）
- 劉舜文（足球）
- 陳恩能（足球、賽車，駐英評述員）
- 邢安邦（足球、網球、賽車）
- 陳偉明（桌球）
- 區志偉（桌球）
- 洪松蔭（單車）
- 張睿哲（美式足球）
- 陳淑媛（乒乓球）
- 徐美燕（乒乓球、網球、羽毛球）
- 陳智才（羽毛球）
- 吳錦池（排球）
- 蕭希露（體操）
- 劉掌珠（保齡球）
- 張丕德（籃球）
- 丘雨勤（籃球）
- 張存華（籃球）
- 翁金驊（籃球）
- 蘇伊俊（籃球）

### 高爾夫球頻道
- 鍾瓊華
- 徐美燕
- 劉家樂
- 孫培勝

## 資料來源
1. ↑  .   [2018-06-02]. （原始内容存档于2023-05-13）.
2. ↑  .   [2025-01-20]. （原始内容存档于2025-01-27）.

## 外部連結
- Now體育（繁體中文）（页面存档备份，存于）
- Now體育Facebook專頁 （页面存档备份，存于）
- 齊齊研究nowtv的球員譯名Facebook專頁